# 水都あくあ
水都 あくあ（みずと あくあ、1973年9月28日  - ）は、日本の漫画家。愛知県名古屋市出身、神奈川県在住。血液型はO型。

## 来歴
1997年、『少女コミック』増刊5月15日号（小学館）に掲載された「桜の花咲く願いごと」でデビュー。
1999年、同誌にて「ミルククラウン」の連載を開始。同作品はシリーズ化された。
2003年、「ミルククラウン」シリーズの連載終了後、いくつかの連載作品を手がけたのち、『ChuChu』（小学館）に移籍。2005年、『ChuChu』創刊号から「ALMIGHTY×10」の連載を開始。同誌2007年10月号まで連載を継続した。
『ChuChu』で計3作の連載を発表したが、2009年年末の『ChuChu』休刊に伴い『ちゃお』（小学館）への移籍を自身のブログ上にて発表、約3年間「ちゃお」の作家陣の一員として活動したが、2012年いっぱいで小学館との契約を終了、フリーの漫画家となった。
2013年、『月刊プリンセス』（秋田書店）にて「D'プリンセス」を2015年まで連載。

## 特徴
キャリアを重ねていくたびに対象年齢が下がっている、珍しいタイプの漫画家だったが、先述の通り『月刊プリンセス』に作品を発表したことで、初めて対象年齢が上がった。同傾向の漫画家としては、ほかに原田妙子がいた。ただし、水都の作品の主人公は、デビュー当時から一貫して高校生または中学生の少女であり、レディースコミックから年少向けの少女漫画へ転向した原田ほどの極端な作風の変化はない（「Qティング♥」は例外的に小学生が主人公である）。
作中の台詞などで、通常「じ」と表記する仮名を「ぢ」とすることが多い（「じゅう」を「ぢゅう」、「じゃない」を「ぢゃない」など）。

## 作品リスト
- WANTE→D
- 恋心幻想曲
- MY BOY×MY LOVE
- GO!ばあじなる花遊記
- ミルククラウンシリーズ
  - ミルククラウン
  - ミルククラウンH!
  - ミルククラウン♥
- ナイティング＋ナイト
- 天神爛漫紀ORIGAMI
- だから、やっぱりPPP!
- ゆめゆめ煌々堂
- ALMIGHTY×10
- M☆G☆ダーリン
- 白い奇跡が舞う夜の（『ちゃお』2007年12月号に発表した読み切り作品）
- ultramixこれくしょん
- あやかし怪盗
- 不思議テイルズガーデン
- Qティング♥
- D'プリンセス